# 蟾毒他灵
蟾毒他灵（也称为蟾蜍它灵）是一种有机化合物，分子式C26H36O6，属于蟾甾内酯类甾体物质，能作为强心苷的糖苷配基，存在于海蟾蜍（Bufo marinus）等蟾蜍属物种中。